# Nyksund
Nyksund è un piccolo villaggio di pescatori della Norvegia, nelle isole Vesterålen, nella contea di Nordland, a circa 10 chilometri da Myre.

## Storia

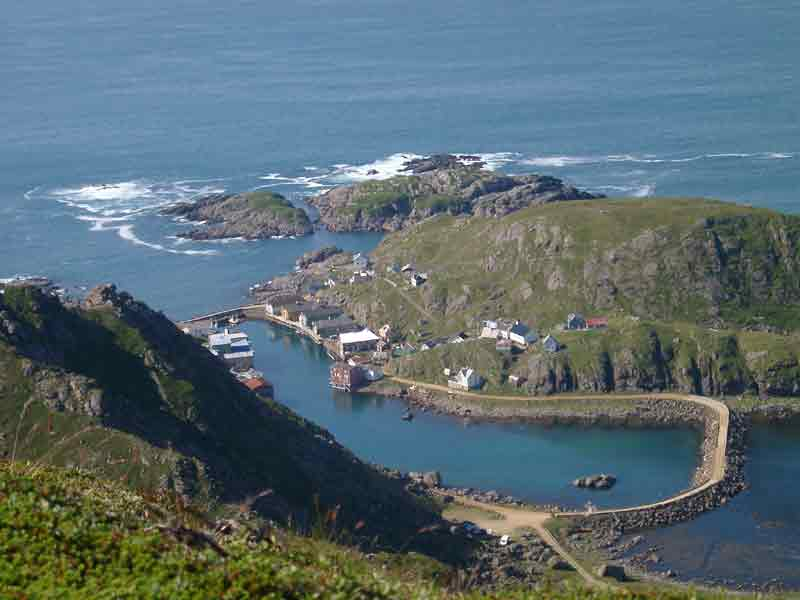
Nyksund, vista dall' alto

Nel 1874 la piccola comunità di pescatori apportò dei miglioramenti alla struttura del porto, edificando un molo e frangiflutti per meglio riparare le imbarcazioni e le abitazioni.
Nel 1880 fu edificata la piccola chiesa e ben presto fu aperta anche la stazione del telegrafo, seguita da piccoli negozi alimentari e l'istituzione di un servizio di battelli a vapore.
Nel 1934 un incendio distrusse la zona portuale, mettendo in ginocchio la comunità locale. Il governo però decise che sarebbe stato eccessivamente costoso ricostruire il piccolo porto, in considerazione del fatto che il molo era troppo piccolo per ospitare le nuove imbarcazioni a motore. Ciò causò il declino della comunità che cominciò ad abbandonare l'abitato, sebbene i pescatori che rimasero ingrandirono il porto ed edificarono costruzioni in pietra.
Negli anni sessanta i negozi alimentari chiusero e nel 1975 una forte tempesta distrusse buona parte dell'abitato ed il molo. Anche i pochi che erano rimasti decisero di abbandonare Nyksund. Nel 1977 anche il fabbro Olav Larsen, ultimo rimasto, abbandonò Niksund che da allora divenne un villaggio fantasma.
Nel 1984 un gruppo di giovani provenienti da tutto il mondo e coordinati da un progetto internazionale, ha riportato a nuova vita Nyksund, dotando il villaggio di energia elettrica. Nel 1995 sono state riaperti il bar ed un piccolo alimentari.
Oggi a Nyksund vivono stabilmente 16 persone provenienti da Nuova Zelanda, Germania, Norvegia ed Australia.

## Galleria d'immagini

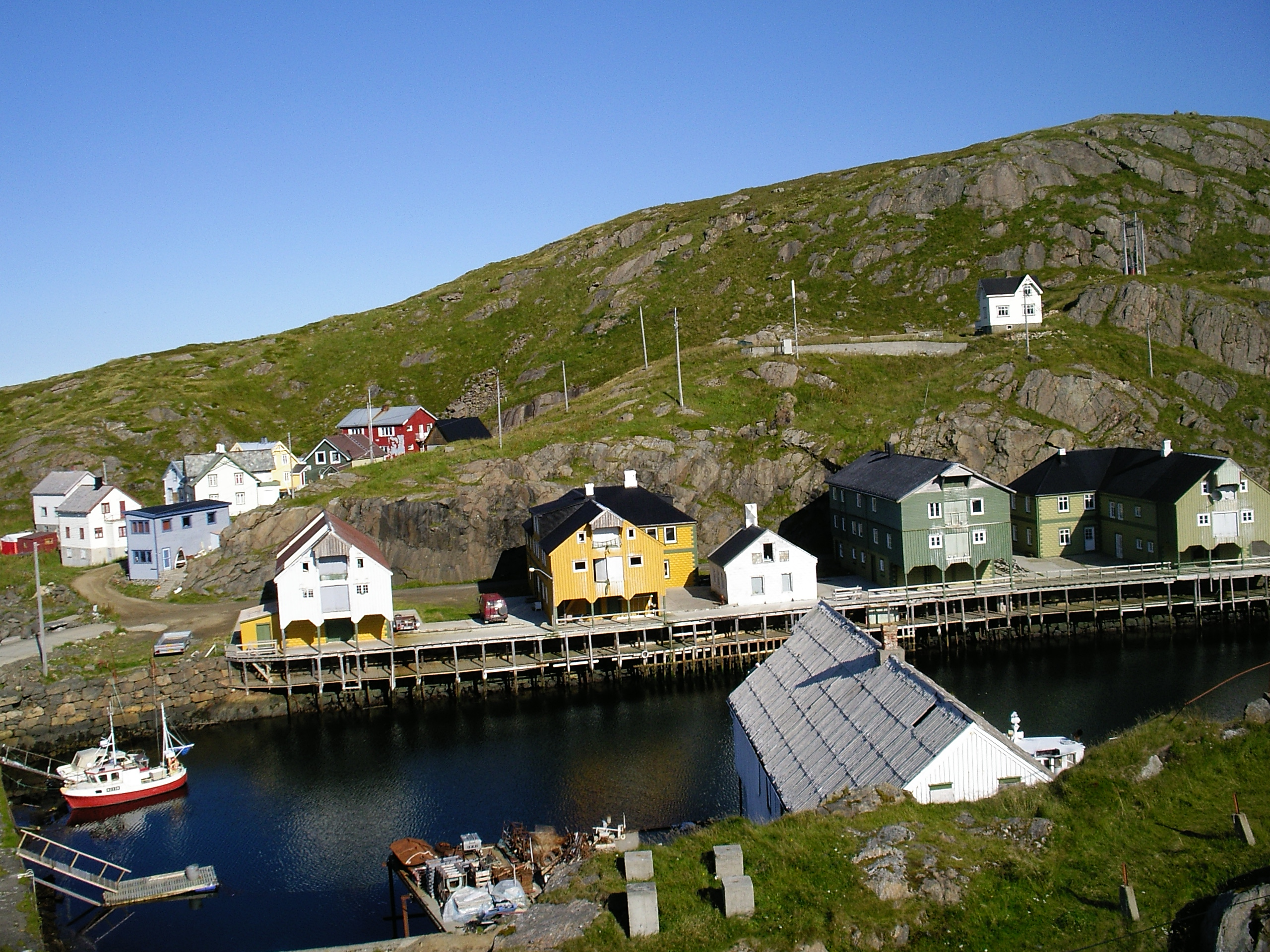
Nyksund, dalla collina
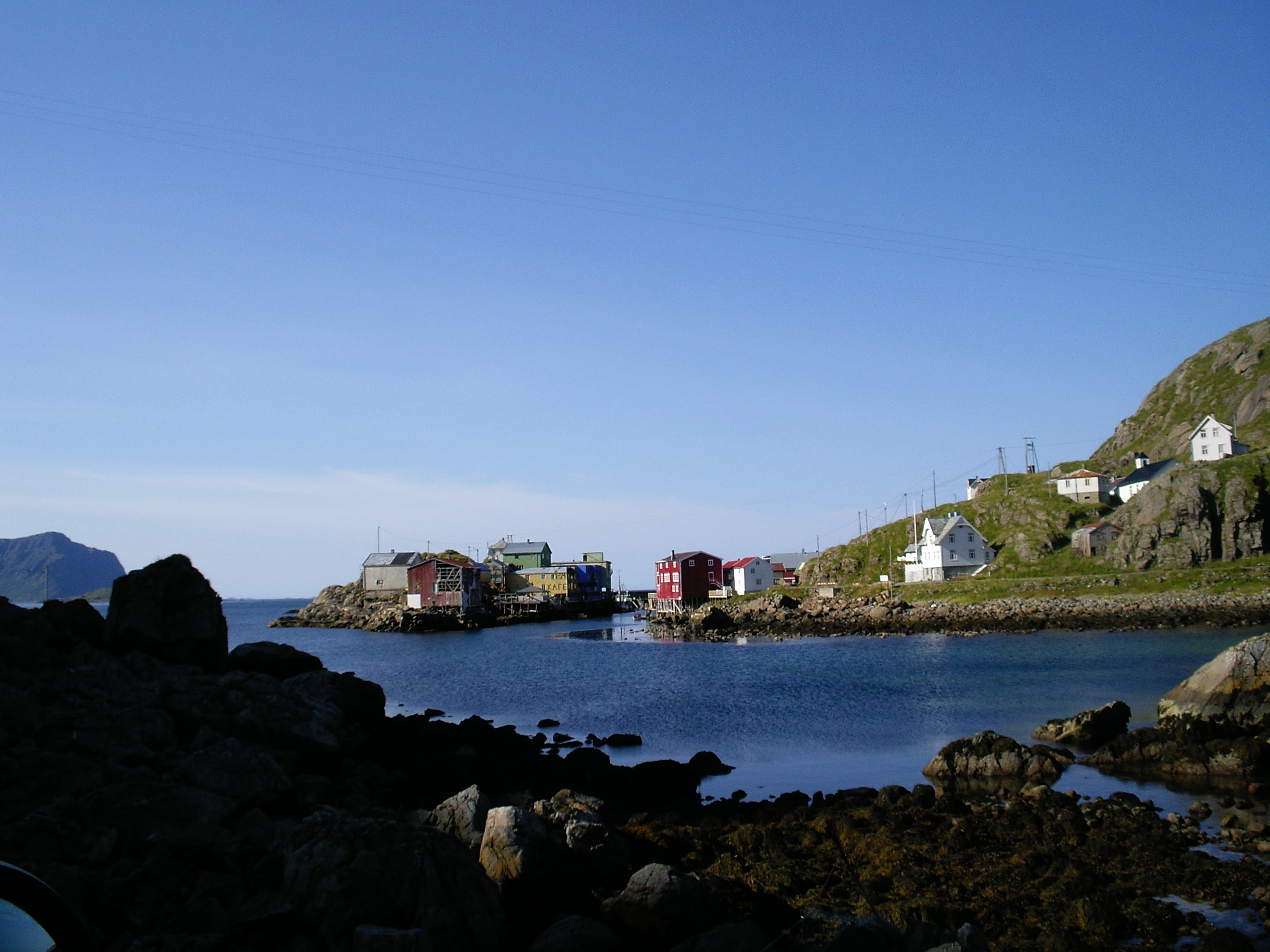
Nyksund dalla strada costiera
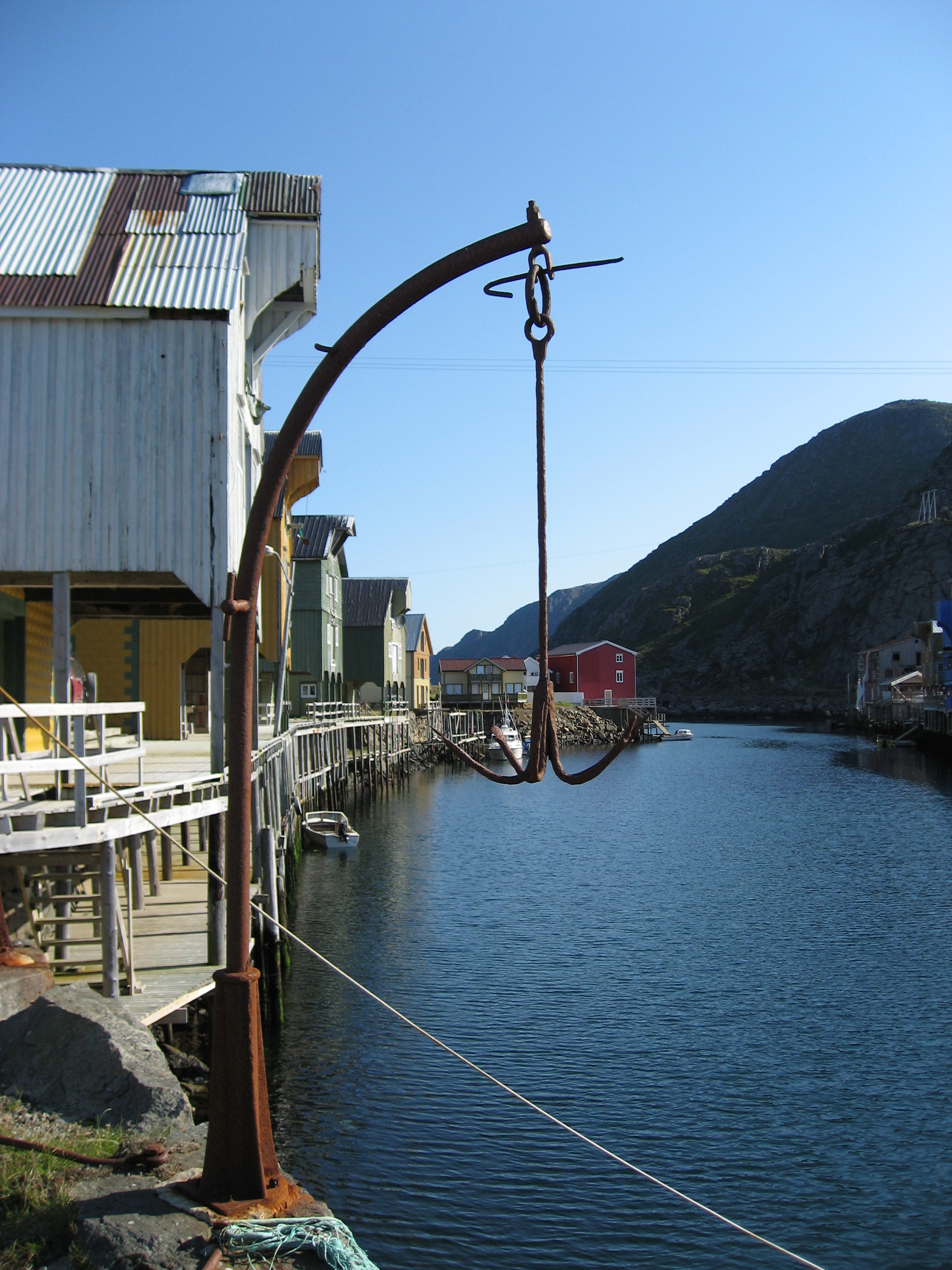
Nyksund, il molo
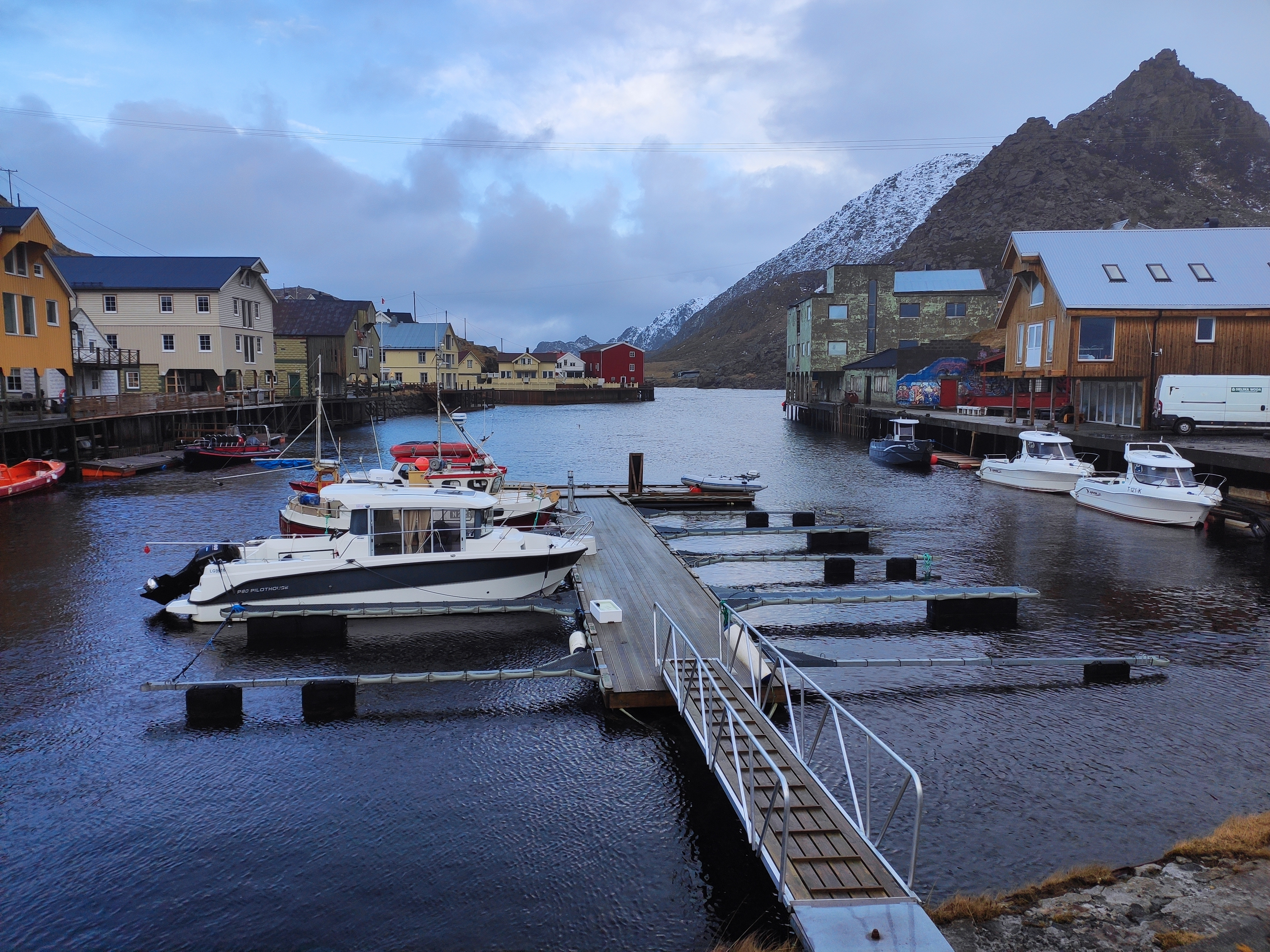
Il paese di Nyksund (2020)